# 김학송
김학송(金鶴松, 1952년 7월 6일~2022년 6월 12일)은 대한민국의 공기업인, 정치인이다. 제16-18대 국회의원을 지냈다.

## 학력
- 도천초등학교 졸업
- 마산중학교 졸업
- 마산고등학교 졸업
- 건국대학교 정치외교학과 학사 졸업
- 경남대학교 북한대학원 행정학 석사

### 비학위 수료
- 서강대학교 경영대학원 제23기 최고경영자과정(STEP) 수료(2001년 6월)
- 중앙대학교 건설대학원 제24기 건설최고경영자과정 수료(2003년 7월)
- 건국대학교 부동산대학원 최고경영자과정 수료(2004년 2월)
- 제2기 INHA-KITA 글로벌 물류비즈니스 최고경영자과정 수료(2005년 12월)

## 대학 강의 약력
- 부산외국어대학교 국제경영지역학대학원 강사(2006년 2월~2007년 2월)
- 경남대학교 북한대학원 겸임교수(2006년 8월~2007년 2월)

## 경력
- 대광공업사 창업/운영
- 한국 JC 경남지구 청년회의소 지구회장(1988년)
- 제4대 경상남도의회 의원(1991년~1995년)
- 한나라당 경상남도당 위원장(2004년 6월)
- 제11대 가락청년회 중앙본부 회장
- 한나라당 제1사무부총장(2004년 7월)
- 한나라당 홍보기획위원장
- 한나라당 제17대 대통령 선거 중앙선거대책위원회 전략기획단장
- 한나라당 전략기획본부장(2007년 9월)
- 한국도로공사 제 16대 사장(2013년 12월~2017년 7월 13일)

## 의정활동
- 2000년 5월 30일~2012년 5월 29일 : 제16대~제18대 국회의원(경남 진해시)
- 국회 산업자원위원회 위원
- 국회 건설교통위원회 한나라당 간사/ 법안심사소위원장
- 국회 국방위원회 한나라당 간사 / 예산결산심사소위원장
- 2011년 5월: 한나라당 비상대책위원회 위원
- 2011년 11월: 한미FTA 찬성
- 2011년 12월: 인천공항 매각안 발의

## 수상 내역
- 시민단체 선정 2000년~2007년 연속 8년 국정감사 우수의원
- 2002년 의정활동 최우수상 수상(한국유권자운동연합)
- 2015. '한국의 미래를 빛낼 CEO' 선정
- 2016. '한국을 빛낸 창조경영' 선정
- 2016. 7. 제25회 도로의 날 금탑산업훈장

## 역대 선거 결과
|  | 60.5% |

|  | 39.44% |

|  | 45.51% |

|  | 44.70% |

|  | 62.21% |

## 같이 보기
- 진해시 (1996년 선거구)
- 진해시의 국회의원

## 가족 관계
- 배우자: 손영희
  - 장남: 김지수 - (주)대광 대표
    - 며느리: 손채언

  - 차남: 김태수